# Polinézia-kupa
A Polinézia-kupa az Óceániai Labdarúgó-szövetség által 1994 és 2000 közt négyévente megrendezett válogatott torna volt.